# 勘事
勘事（かんじ / こうじ）とは、上官の譴責を受けて出仕の差し止めなどの処分を受けること。勘当とも称した。天皇からの勘事の場合は、特に勅勘（ちょっかん）と称した。
本来は罪を勘える（＝判断する）という意味で、罪を犯したとされた官人の処分を決定することを指したが、のちには処分そのものや処分を受けた人を指すようになった。『源氏物語』須磨において、弘徽殿大后が光源氏の須磨退去を「おほやけのかうじ」と表現している。中世になっても主君の勘事を受けて出仕を差し止められる事例が見られる。
特に天皇（上皇・法皇を含む）からの勘事である「勅勘」は重く受け止められ、院政期以後になると出仕停止だけでなく、閉門籠居処分も科せられるようになった。保安元年11月13日（1120年12月5日）には関白藤原忠実が白河法皇の勅勘によって閉門籠居のみならず内覧職権も剥奪されたために事実上の関白罷免とされ、紆余曲折の末に翌年には嫡男の藤原忠通が新しい関白に任命されている。